# Wali (islam)
Walī (arab. ‏ولي‎, liczba mnoga ʾawliyāʾ أولياء) – arabskie wieloznaczne słowo odnoszące się do różnych pojęć. Słowo oznacza m.in. „opiekuna”, „obrońcę”, „pomocnika”, „przywódcę”, „przyjaciela” czy „świętego”. Język turecki zaadaptował to słowo na określenie osoby świętej jako veli.

## Znaczenie w islamie

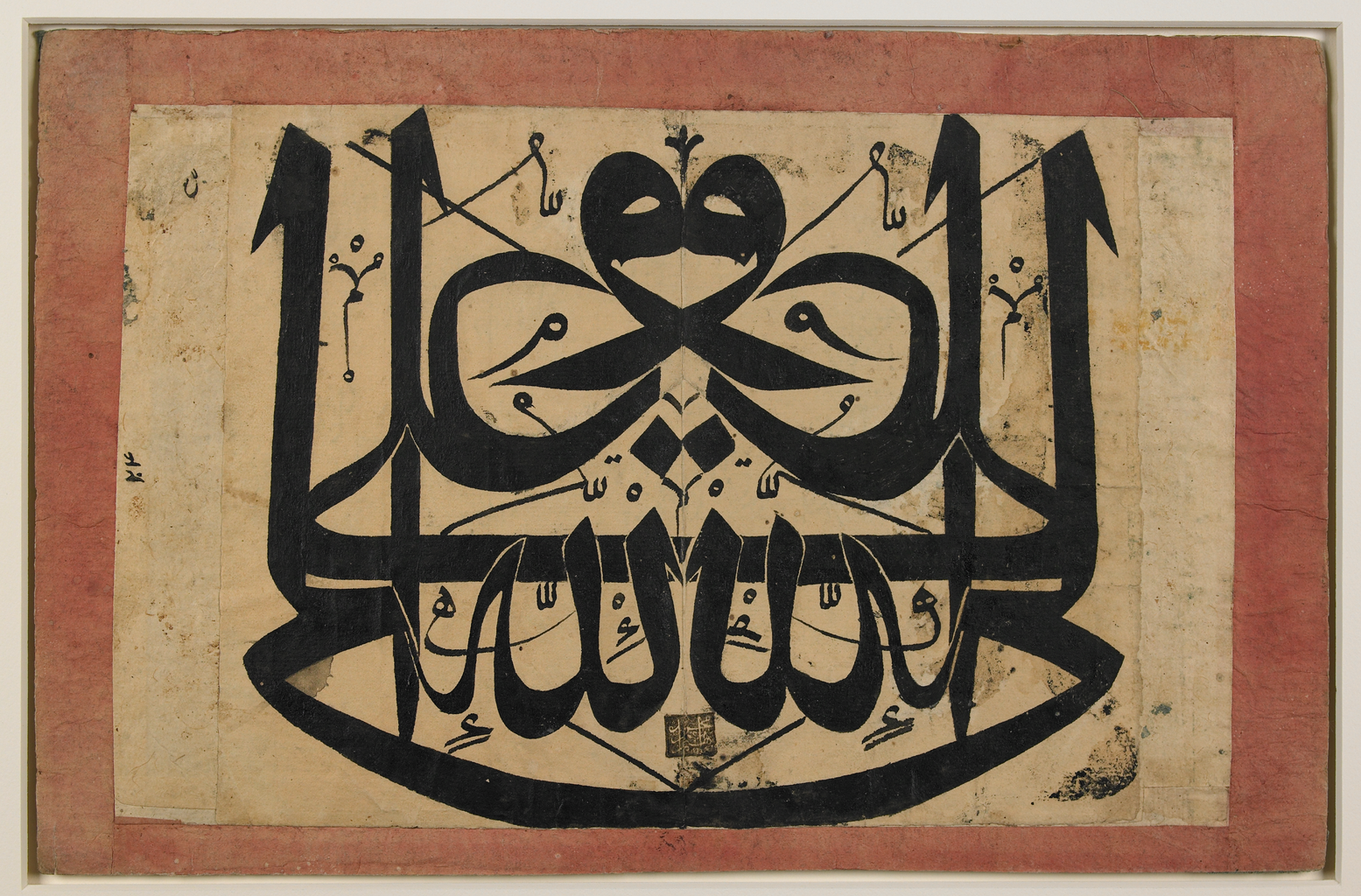
Lustrzana kaligrafia arabska autorstwa bektaszyty Ibrāhīma Maḥmūda, przedstawiająca tekst: „a Ali jest wali Boga” (Imperium osmańskie, 1720–1730)

Termin występuje także w Koranie, ولي الله walī allāh, gdzie jest rozumiany jako „ten który posiada władzę od Boga”:

Waszym opiekunem (wali) jest Bóg, Jego Posłaniec i ci, którzy uwierzyli; którzy odprawiają modlitwę, którzy dają jałmużnę, skłaniając się pokornie.

Sunnici i szyici zgadzają się odnośnie do faktu, iż 55. ajat sury Stół Zastawiony odnosi się do Alego. Abu Dhar al-Ghifari, jeden z najwcześniejszych konwertytów na islam, przekazał hadis Ahmadodwi ibn Muhammad al-Tha'labiemu, sunnickiemu uczonemu i autorowi Tafsir al-Thalabi, iż Ali podczas modłów przekazał swój pierścień żebrakowi, na co prorok Mahomet określił go swoim wali. Różnice dotyczą dalszej interpretacji tego wydarzenia. Sunnici uważają, iż hadis i fragment koraniczny nie sankcjonują roli przywódczej Alego, szyici twierdzą zaś, iż hadis i ajat dowodzą prawa imama Alego do sukcesji po śmierci Mahometa.
W oparciu o fragment koraniczny i hadisy, w islamie szyickim wyznanie wiary jest czasem uzupełniane o odniesienie do imama Alego:
لَا إِلٰهَ إِلَّا الله مُحَمَّدٌ رَسُولُ الله (lā ʾilāha ʾillā-llāh, muḥammadun rasūlu-llāh)
tzn. „Nie ma boga prócz Boga (jedynego), a Mahomet jest jego Prorokiem...”
وعليٌ وليُّ الله (wa ʿalīyyun walīyyu-llāh)
tzn. „...a Ali jest wali Boga.”